# Аутомотодром Гробник
Аутомотодром Гробник је мотоциклистичка стаза близу града Ријеке, на подручју Гробничког поља у северозападној Хрватској. Са градњом је почело 1977. а потпуно завршена 1979. године. Прва трка Гран при трка, Велика награда Јадрана, је одржана 17. септембра 1978. године.
Стаза задовољава строге прописе и захтеве ФИА и ФИМ.
Дужина стазе је 4.168 метара. Укупно има 15 завоја. Разлика у висини износи 22 метара.

## Историјат
Током 1977. године, због све већих брзина и сигурности публике, дошло је до забране одржаваља уличних Гран При трка, тако да је одржавање трке Велика награда Јадрана дошла у питање. Исте године је почело са градњом овог аутомотодрома. Током летњих месеци 1978. године уз помоћ општине Ријека и добровољне помоћи разних институција (између осталих и тадашња ЈНА је дала радну снагу и машинерију) великим делом је Гробничка стаза завршена. Овиме је осигурано одржавање прве трке на Гробничкој стази која је према календару требало да се одржи у септембру. После одржане трке завршни радови су настављени и Гробничка лепотица је у садашњем облику завршена 1979. године.

## Такмичења
Календаром ФИМ-е последња Гранд Прик трка Светског првенства 1978. године била је предвиђена за 17. септембар на Гробнику. То је уједно била и прва трка на овој стази. Први победници Гробничко стазе су били Рикардо Тормо (50 ccm, Шпанија, Бултако), Анхел Нието (125 ccm, Шпанија, Минарели) и двоструки победник Грег Хансфорд (250 и 350 ccm, Аустрија, Кавасаки), који је постао и први, апсолутни рекордер стазе са 153,110 km/h.
У периоду од 1978. па до 1990. године одвожена је 13 мото-трка за првенство света а последњи пут 17. јуни 1990. године. Задња велика међународна мотоциклистичке трка, у оквиру Југославије, одржана је 12. маја 1991. године под називом Награда Опатије.
Од тада аутомотодром је у свакодневној функцији тренинга, тестирања или одређених манифестација. Коришћење аутомотодрома прелази 290 дана у 2004. години са тенденцијом повећавања. Присутне су скоро све познате марке произвођача Мерцедес, Ауди, Субару, Сузуки, Априлиа ...).